# Spondylurus fulgidus
Spondylurus fulgidus — вид сцинкоподібних ящірок родини сцинкових (Scincidae). Ендемік Ямайки.

## Поширення і екологія
Spondylurus fulgidus раніше мешкали на південному узбережжі Ямайки, однак вимерли на більшій частині свіого ареалу. Вони живуть в сухих тропічних лісах, на висоті від 46 до 627 м над рівнем моря. Є живородними. Ведуть переважно наземний спосіб життя, однак також можуть залазити на дерева, на висоту до 2 м над землею.

## Збереження
МСОП класифікує цей вид як такий, що перебуває під загрозою зникнення. Spondylurus fulgidus загрожує хижацтво з боку інтродукованих мангустів, кішок і щурів, а також знищення природного середовища.